# Kerem Gönlüm
Kerem Gönlüm (Eskişehir, 22 novembre 1977) è un ex cestista turco.
Alto 208 cm per 102 kg, giocava come ala grande o pivot.

## Carriera
Nel 2009 è stato sospeso per un anno in seguito alla positività a un test antidoping.
Con la Turchia ha disputato tre edizioni dei Campionati mondiali (2006, 2010, 2014) e quattro dei Campionati europei (2003, 2005, 2007, 2013).

## Palmarès
- Campionato turco: 2

Ülkerspor: 2000-01
Efes Pilsen: 2008-09
- Coppa di Turchia: 6

Ülkerspor: 2002-03, 2003-04, 2004-05
Efes Pilsen: 2005-06, 2006-07, 2008-09
- Coppa del Presidente: 1

Efes Pilsen: 2010